# Lois Moran
Lois Moran, född 1 mars 1909 i Pittsburgh, Pennsylvania, död 13 juli 1990 i Sedona, Arizona, var en amerikansk skådespelare. 

## Filmografi i urval
- 1925 – Stella Dallas
- 1926 – The Road to Mandalay
- 1926 – Padlocked
- 1926 – Prince of Tempters
- 1926 – Salig Mathias Pascal
- 1927 – The Music Master
- 1928 – Raska sjömän, hallå!
- 1929 – Sången om kärleken
- 1929 – Behind That Curtain
- 1929 – Words and Music
- 1930 – Mammy
- 1931 – Ett nattligt äventyr
- 1931 – Männen i hennes liv
- 1954 – The Lineup (TV-serie)
- 1954–1955 – Waterfront (TV-serie)
- 1974 – Med Alice på halsen